# Atelopus vogli
Espèce
Synonymes
- Atelopus cruciger vogli Müller, 1934

Statut de conservation UICN

 EX  : Éteint
Atelopus vogli est une espèce éteinte d'amphibiens de la famille des Bufonidae.

## Répartition
Cette espèce était endémique du Venezuela. Elle se rencontrait  à Maracay en Aragua et à Montalbán au Carabobo vers 700 m d'altitude sur le versant Sud de la Cordillère de la Costa.

## Description
Les mâles mesuraient de 21,0 à 29,3 mm et les femelles de 33,4 à 39,0 mm.

## Étymologie
Cette espèce est nommée en l'honneur de Cornelius Vogl (1884–1959).

## Publication originale
- Müller, 1934 : Über eine neue Rasse von Atelopus cruciger (Licht. u. Marts.) von Venezuela. Zoologischer Anzeiger, vol. 108, p. 145-155.